# Castell de la Guàrdia dels Prats
El Castell de la Guàrdia dels Prats és un edifici al nucli de la Guàrdia dels Prats, al municipi de Montblanc (Conca de Barberà) inclòs a l'Inventari del Patrimoni Arquitectònic de Catalunya.

## Descripció
Hi ha restes dels murs del primer estrat murallat i paret amb contrafort de l'antic edifici del Castell de la Guàrdia dels Prats, situat en el turó més alt de l'antic terme del vessant de llevant.

## Història
Històricament, l'existència del castell de la Guàrdia dels Prats ha estat posada en dubte pels diferents estudiosos degut a la manca de fonts documentals directes. Tot i així, alguns documents testamentaris entre els diferents senyors que tenien la jurisdicció del terme fan esment del castell dins al segle xiii, quan La Guàrdia passà al domini de l'ordre de l'Hospital i poc després al monestir de Santes Creus.
Se suposa que els seu enrunament es produí progressivament durant el període de la decadència, i gran part dels seus murs rodolaren cap a la façana romànica de Sant Jaume.
Va haver un conflicte armat, entre la Generalitat i Joan II, el castell de La Guardia va oferir molta resistencia. Va ser ocupat per l'exercit monarca (1646) i va ser destruit i enrunat, com a venjaça. Aquest mateix poble, a tornar a patir un altre conflicte bel.lic, durant la revolta dels Segadors en el segle XVII i també, en la Guerra de Successió de principis del XVIII, quant el destacament de José Armendáriz va cremar la població.